# Лео Вільден
Лео Вільден (нім. Leo Wilden, 3 липня 1936, Дюрен — 5 травня 2022, Кельн) — західнонімецький футболіст, що грав на позиції захисника.
Виступав, зокрема, за «Кельн» та «Баєр 04», а також національну збірну ФРН, у складі якої був учасником чемпіонату світу 1962 року.

## Клубна кар'єра
У дорослому футболі дебютував 1955 року виступами за команду «Кельн 1899», в якій провів три сезони у Середньорейнській лізі, третьому дивізіоні країни.
1958 року Вільден перейшов до головного клубу міста, «Кельна», за який дебютував у першому турі Оберліги Вест (одного з кількох вищих дивізіонів країни) 17 серпня 1958 року в домашній грі проти «Боруссії» (Менхенгладбах) (2:2) і загалом у дебютному сезоні зіграв у семи іграх, посівши з командою друге місце. З наступного року Лео став основним гравцем і чотири рази поспіль з 1960 по 1963 рік вигравав чемпіонат Оберліги Вест, а 1962 року перемагав і у фінальному турнірі, ставши чемпіоном ФРН. Загалом з 1958 по 1963 рік Лео Вільден провів 119 матчів у Оберлізі за «Кельн» і забив один гол. У фінальному турнірі чемпіонату Німеччини він провів 26 матчів за «Кельн» з 1959 по 1963 рік. На міжнародному рівні він дебютував за Кельн в 1961 році в Кубку ярмарків, а в 1962 році зіграв у двох іграх Кубка європейських чемпіонів проти «Данді».
На сезон 1963/64 була створена єдина Бундесліга і Вільден був одним з гравців, який першим дебютував у новому турнірі 24 серпня 1963 року. У своєму дебютному році він провів 29 ігор і виграв перший чемпіонат Бундесліги, після чого зіграв ще у двох сезонах, в останньому з яких втратив місце в основі. Загалом з 1963 по 1966 рік провів 63 матчі Бундесліги, останній з яких зіграв на виїзді проти «Шальке 04» 12 лютого 1966 року. З 1963 по 1966 рік він також провів 14 матчів за свій клуб у Кубку європейських чемпіонів.
1966 року перейшов до клубу «Баєр 04», за який відіграв 3 сезони у Західній регіональній футбольній лізі, одному з кількох других дивізіонів країни. Граючи у складі «Баєра» здебільшого виходив на поле в основному складі команди і у 1968 році виграв з командою свій чемпіонат і таким чином вийшов до фінального раунду за право виходу в Бундеслігу. Там «Баєр 04» фінішував другим позаду «Кікерс Оффенбах» і не потрапив до елітного дивізіону. Завершив професійну кар'єру футболіста виступами за команду «Баєр 04» у 1969 році після 95 виступів у регіональній лізі з трьома голами.

## Виступи за збірну
23 березня 1960 року дебютував в офіційних іграх у складі національної збірної ФРН в товариському матчі проти Чилі (2:1), замінивши на 40 хвилині капітана Герберта Ергардта.
У складі збірної був учасником чемпіонату світу 1962 року у Чилі, але на поле на турнірі не виходив. Загалом протягом кар'єри у національній команді, яка тривала 5 років, провів у її формі 15 матчів.

## Титули і досягнення
- Чемпіон Німеччини (2):

«Кельн»: 1961/62, 1963/64
- Чемпіон Західної Німеччини (4):

«Кельн»: 1960, 1961, 1962, 1963